# Agrilus quercus
Agrilus quercus es una especie de insecto del género Agrilus, familia Buprestidae, orden Coleoptera.
Fue descrita científicamente por Schaeffer, 1905.